# Vrbovka
Vrbovka (Epilobium) je rod rostlin z čeledi pupalkovité (Onagraceae). Rod popsal už Carl Linné ve svém díle Species plantarum roku 1753. Vědecké jméno Epilobium má původ ve starořečtině, kdy epi (ἐπί) znamená na, nad, při, u a lobos (λοβός) znamená lalok.

## Popis
Jedná se převážně o vytrvalé rostliny, které dosahují výšky od několika málo centimetrů až po víc než metr. Zřídka to mohou být rostliny jednoleté. Všechny středoevropské druhy patří mezi vytrvalé rostliny, ovšem např. některé severoamerické druhy z jiných sekcí jsou jednoleté. U některých druhů může stonek v dolní části dřevnatět, ve střední Evropě je příkladem vrbovka rozmarýnolistá (Epilobium dodonaei). Vytváří oddenky a výběžky.
Listy jsou v dolní části vstřícné, v horní střídavé nebo všechny střídavé (subg. Chamerion), řidčeji v přeslenech (např. vrbovka alpská, jsou jednoduché a celistvé, řapíkaté nebo přisedlé. U vrbovek je známo kromě rozmnožování semeny i rozmnožování nepohlavní pomocí obnovovacích orgánů. Tyto obnovovací orgány se po odumření mateřské rostliny a díky adventivním kořenům zakořeňují a vyrůstají z nich nové rostliny. Mezi tyto obnovovací orgány patří turiony, což jsou podzemní pupeny, zpočátku válcovitého až vejcovitého tvaru, jsou hustě střechovitě pokryté nezelenými šupinovitými listu. U některých druhů vznikají nadzemní růžice zelených listů přisedlé k bázi lodyhy. Podobnou funkci také mají nadzemní nebo podzemní výběžky u některých druhů.
Květy jsou uspořádány v květenstvích, vrcholových hroznech (zřídka jiných typech květenství) a vyrůstají z paždí listenu, zřídka jsou jednotlivé, úžlabní. Květy jsou čtyřčetné, kališní lístky jsou 4. Korunní lístky jsou také 4, většinou růžové až růžově purpurové barvy, zřídka bělavé, v horní části často vykrojené až hluboce dvouklané, řidčeji zaokrouhlené. Tyčinek je 8 ve dvou nestejných kruzích, pylová zrna jsou v terádách nebo jednotlivé. Opylení probíhá hmyzem (entomogamie) nebo se vyskytuje samosprašnost. Semeník se skládá ze 4 plodolistů, je spodní, čnělka je přímá, blizna je buď čtyřlaločná nebo celistvá kyjovitá až elipsoidní. Nad semeníkem se vytváří češule (hypanthium), někdy sotva zřetelné (subg. Chamerion) nebo až 2,5 mm dlouhé, které na horním konci nese kališní a korunní lístky a opadává s květem. Plodem je dlouhá tobolka, v obrysu čárkovitého tvaru, čtyřhranná a čtyřpouzdrá, otvírá se 4 chlopněmi, obsahuje mnoho semen. Semena jsou malá a na vrcholu mají chmýr, pomocí kterého se šíří (anemochorie).

## Taxonomie
Někteří autoři vydělují samostatný rod Chamerion (syn. Chamaenerion), česky pak vrbka, v ČR 2 druhy: Vrbovka úzkolistá (Epilobium angustifolium) a vrbovka rozmarýnolistá (Epilobium dodonaei), celosvětově sem patří asi 10 druhů. Tento rod se liší tím, že listy jsou jen střídavé, ani dolní nejsou vstřícné, češule je málo zřetelná, korunní lístky jsou málo vykrojené až zaokrouhlené aj.. Takto to má pojaté např. i Květena ČR, zatímco Kubát 2001 má rod Epilobium široce pojatý, včetně rodu Chamerion a v tomto pojetí je taky tento článkek.
Rod se dělí do 10 sekcí (pokud zahrneme rod Chamerion):
- Sect. Boisduvalia

4 jednoleté druhy, domácí v Severní Americe
- Sect. Cordylophorum

3 vytrvalé druhy, domácí v Severní Americe
- Sect. Crossostigma

2 jednoleté druhy, Severní Amerika
- Sect. Epilobiopsis

2 jednoleté druhy, Severní Amerika
- Section Epilobium

Přes 150 druhů na všech kontinentech
- Section Macrocarpa

1 vytrvalý druh, Severní Amerika
- Section Xerolobium

1 jednoletý druh, Severní Amerika
- Section Zauschneria

2 vytrvalé druhy, Severní Amerika

## Rozšíření
Je známo asi 200 druhů, které jsou rozšířeny po celém světě. Vrbovky najdeme na všech kontinentech kromě Antarktidy.

## Využití
Některé vrbovky se využívají jak léčivé rostliny, nejčastěji vrbovka malokvětá (Epilobium parviflorum) a vrbovka horská (Epilobium montanum). Někdy se taky užívala nať z vrbovky úzkolisté (Epilobium angustifolium). Sbírá se kvetoucí nať na počátku květu (Herba epilobii), která se suší. Užívá se při zánětu prostaty, stařeckém zbytnění prostaty, příznivě působí též na močové cesty a ledviny. Hlavní obsahové látky jsou třísloviny, flavonoidy (kvercetin, myricetin a izomyricetin), steroly, antokyany, slizy a deriváty kyseliny gallové. Podává se ve formě odvaru, který se připravuje z jedné polévkové lžíce drogy, jež se spaří čtvrt litrem vody a nechá se 15 minut louhovat. Podává se 2x až 3x denně. Jindy se používá směs s jinými bylinami.
Některé druhy se také pěstují jako okrasné rostliny, např. vrbovka chlupatá (Epilobium hirsutum) nebo vrbovka úzkolistá (Epilobium angustifolium). Také vrbovka trsnatá (Epilobium komarovianum), původem z Nového Zélandu, se někdy pěstuje jako okrasná skalnička, častěji v západní Evropě. Listy a výhonky některých druhů jsou jedlé, jako např. druh Epilobium glabellum pocházející z Austrálie a Nového Zélandu.

## Kříženci
Vrbovky se mezi sebou snadno kříží. U druhů v rámci ČR se vlastně kříží každý s každým, jen někde tomu brání jistá ekogeografická bariéra, to znamená, že se druhy nemohou snadno dostat k sobě a vznik kříženců je tak omezen. Výjimkou jsou dva druhy někdy řazené do rodu Chamerion, které se mezi sebou prakticky nekříží a už vůbec ne s ostatními vrbovkami. V ČR bylo zaznamenáno minimálně 45 hybridních kombinací. Kříženci se vyznačují vysokou sterilitou, pylová zrna jsou deformovaná a v tobolkách se téměř nevyvinou běžně vzrostlá semena. Jinak jsou kříženci ve znacích většinou intermediární mezi rodiči. Nápadné to je u kříženců, kdy jedním z rodičů je druh se čtyřlaločnou bliznou a druhým druh s kyjovitou celistvou bliznou. Intermediární blizna dobře prokazuje hybridní původ rostliny.
V ČR byly zaznamenány tyto hybridní kombinace:
- Epilobium alpestre × Epilobium alsinifolium = Epilobium × amphibolum Hausskn.
- Epilobium alpestre × Epilobium ciliatum = Epilobium × prochazkae Krahulec
- Epilobium alpestre × Epilobium collinum = Epilobium × hectori-leveilleanum Thel.
- Epilobium alpestre × Epilobium montanum = Epilobium × pseudotrigonum Borbás
- Epilobium alpestre × Epilobium obscurum = Epilobium × uechtritzianum Pax
- Epilobium alsinifolium × Epilobium anagallidifolium = Epilobium × boissieri Hausskn.
- Epilobium alsinifolium × Epilobium ciliatum = Epilobium × josefi-holubii Krahulec
- Epilobium alsinifolium × Epilobium montanum = Epilobium × facchinii Hausmann
- Epilobium alsinifolium × Epilobium nutans = Epilobium × finitimum Hausskn.
- Epilobium alsinifolium × Epilobium obscurum = Epilobium × ivulicola Hausskn.
- Epilobium alsinifolium × Epilobium palustre = Epilobium × haynaldianum Hausskn.
- Epilobium anagallidifolium × Epilobium nutans = Epilobium × celakovskyanum Hausskn.
- Epilobium anagallidifolium × Epilobium palustre = Epilobium × dasycarpum Fries
- Epilobium ciliatum × Epilobium hirsutum = Epilobium × novae-civitatis Smejkal
- Epilobium ciliatum × Epilobium lamyi = Epilobium × iglaviense Smejkal
- Epilobium ciliatum × Epilobium montanum = Epilobium × interjectum Smejkal
- Epilobium ciliatum × Epilobium obscurum = Epilobium × vicinum Smejkal
- Epilobium ciliatum × Epilobium palustre = Epilobium × fossicola Smejkal
- Epilobium ciliatum × Epilobium parviflorum = Epilobium × floridulum Smejkal
- Epilobium ciliatum × Epilobium roseum = Epilobium × nutantiflorum Smejkal
- Epilobium ciliatum × Epilobium tetragonum = Epilobium × mentiens Smejkal
- Epilobium collinum × Epilobium obscurum = Epilobium × decipiens F.W. Schultz
- Epilobium collinum × Epilobium palustre = Epilobium × krausei Uechtr. et Hausskn.
- Epilobium collinum × Epilobium parviflorum = Epilobium × schulzeanum Hausskn.
- Epilobium collinum × Epilobium roseum = Epilobium × glanduliferum Knaf fil.
- Epilobium collinum × Epilobium tetragonum = Epilobium × percollinum Simk.
- Epilobium hirsutum × Epilobium montanum = Epilobium × erroneum Hausskn.
- Epilobium hirsutum × Epilobium palustre = Epilobium × waterfalii E.S. Marshall
- Epilobium hirsutum × Epilobium parviflorum = Epilobium × subhirsutum Gennari
- Epilobium hirsutum × Epilobium roseum = Epilobium × goerzii Rubner
- Epilobium lamyi × Epilobium montanum = Epilobium × haussknechtianum Borbás
- Epilobium lamyi × Epilobium palustre = Epilobium × probstii Lévl.
- Epilobium lamyi × Epilobium roseum = Epilobium × duftii Hausskn.
- Epilobium lamyi × Epilobium tetragonum = Epilobium × semiadnatum Borbás
- Epilobium montanum × Epilobium obscurum = Epilobium × aggregatum Čelak.
- Epilobium montanum × Epilobium palustre = Epilobium × montaniforme Knaf. fil.
- Epilobium montanum × Epilobium parviflorum = Epilobium × limosum Schur
- Epilobium montanum × Epilobium roseum = Epilobium × heterocaule Borbás
- Epilobium montanum × Epilobium tetragonum = Epilobium × beckhausii Hausskn.
- Epilobium nutans × Epilobium palustre = Epilobium × similatum Hausskn.
- Epilobium obscurum × Epilobium palustre = Epilobium × schmidtianum Rostk.
- Epilobium obscurum × Epilobium parviflorum = Epilobium × dacicum Borbás
- Epilobium obscurum × Epilobium roseum = Epilobium × brachiatum Čelak.
- Epilobium palustre × Epilobium parviflorum = Epilobium × rivulare Wahlenb.
- Epilobium palustre × Epilobium roseum = Epilobium × purpureum Fries
- Epilobium palustre × Epilobium tetragonum = Epilobium × laschianum Hausskn.
- Epilobium parviflorum × Epilobium roseum = Epilobium × persicinum Rchb.
- Epilobium parviflorum × Epilobium tetragonum = Epilobium × weissenburgense F.W. Schultz

## Choroby a škůdci
- Rez vrbková vytváří na listech letní výtrusy. Druhý hostitel je rod jedle (Abies).